# Mirabello Monferrato
Mirabello Monferrato (Mirabèl in piemontese) è un comune italiano di 1 202 abitanti della provincia di Alessandria in Piemonte.

## Storia
Vi è una probabile continuità tra il nucleo più antico di Mirabello, il "recinto", che sorge su un modesto rilievo al centro dell'avvallamento creato dai rii Garavalde e Campostrina,e il luogo fortificato designato in un documento imperiale dell'XI secolo come "castellum". All'interno di questo spazio è ipotizzabile che col tempo si sia andata a creare una distinzione tra la dimora signorile e un più ampio spazio fortificato destinato a ospitare la popolazione. In epoca Carolingia il paese fece parte del Comitato di Lomello mentre nel 1069 l'Imperatore Enrico IV donò Mirabello al Vescovo di Vercelli. Questo fino al XII secolo quando il centro fu posto sotto il controllo dei Marchesi di Monferrato. Estinto il lignaggio dei signori detti semplicemente "di Mirabello", il paese fu infeudato dal Marchese Gian Giacomo Paleologo ad Antonio della Valle di Lu, nel 1421. Fino al 1797, anno dell'abolizione della feudalità in Piemonte, diverse famiglie si susseguirono nel possesso di quote di giurisdizione, come i Gambera dalla fine del XV secolo e i Solaro dalla metà del XVII secolo.
Per quanto riguarda Baldesco, le notizie riguardo all'infeudazione del luogo sono abbastanza confuse, pare certo però che nel XV secolo tra i consignori vi fosse la famiglia locale dei Roccia e i Natta, subentrati nel 1451 agli Asinari di Asti. Durante i due secoli successivi i Natta acquisirono i diritti di proprietà e i privilegi delle altre famiglie arrivando nel Settecento ad essere gli unici signori del feudo. Fra il 1690 e il 1720 però la comunità mirabellese si trovò impegnata di fronte al Senato di Casale in un contenzioso col Marchese Virginio Natta dalle molteplici cause: in primis, l'uso delle acque di Mirabello che passavano però per Baldesco. Un secondo punto aveva per oggetto la libertà di transito attraverso i prati della contrada Bocca di Preiso, situata in parte entro i confini del feudo, rivendicata dalla comunità a favore dei suoi abitanti e dei loro bestiami, per terza vi era poi una ragione burocratica legata al catasto mirabellese. Queste frizioni diedero vita ad atti di vera e propria violenza, di cui il più grave fu ai danni del notaio criminale che stava conducendo l'inchiesta per conto del Senato. Egli fu aggredito da un gruppo di individui armati che lo malmenarono e gli sottrassero i documenti.
Dopo l'annessione del Monferrato negli stati sabaudi, nel 1708, Mirabello entrò a far parte della provincia di Casale e così rimase fino al 1798. Durante le Guerre napoleoniche, il casalese fu inquadrato in una circoscrizione avente come capoluogo Alessandria. Dopo la Restaurazione, Mirabello tornò nella provincia di Casale, che nel 1859 divenne poi solo un circondario della provincia di Alessandria. Nel corso del XVIII secolo il governo sabaudo avanzò delle ipotesi di aggregazione dei "tenimenti separati" del Monferrato ai territori delle vicine comunità. Il processo, che prevedeva l'assegnazione di Baldesco, Castel Grana e Motta di Grana a Mirabello, poté essere completato solo nel 1797, quando fu abolito il feudalesimo. Altri contrasti territoriali molto più intricati e duraturi furono nei confronti di Lu. Sebbene i due paesi fissarono i rispettivi confini nel 1819, i problemi sorsero quando venne costruita nel 1830 una strada che collegava Lu alla provinciale tra Casale e Alessandria. Il tracciato si snoda in gran parte nel territorio di Mirabello, ma visto che questa comunità si affacciava già sulla provinciale l'amministrazione statale decretò che il 90% degli oneri doveva ricadere sul paese di Lu. Le dispute però riprendono nel 1837, anno in cui devono essere programmati i primi seri interventi di manutenzione della strada. La contesa però mascherata da problemi finanziari e da divergenze riguardo alle opere pubbliche strategiche per il territorio, era in realtà causata dal incerto confine tra i due paesi che non poteva essere riconosciuto con certezza dalle mappe comunali. Nel 1842 venne concordata una migliore sistemazione dei confini anche se la disputa andò avanti fino agli anni 30 del XX secolo.

### Simboli
Lo stemma e il gonfalone del comune di Mirabello Monferrato è stato concesso con decreto del Presidente della Repubblica del 29 ottobre 1971, il gonfalone con D.P.R. del 21 marzo 1997.

## Monumenti e luoghi d'interesse

### Architetture religiose
Le chiese di San Vincenzo, San Sebastiano, San Michele, Madonna della neve, Santa Caterina (a Baldesco), la cappelletta del cimitero e quelle rionali dedicate a Maria Ausiliatrice, alla Sacra Famiglia e a Don Bosco, sono i luoghi di culto mirabellesi.

#### Chiesa parrocchiale di San Vincenzo

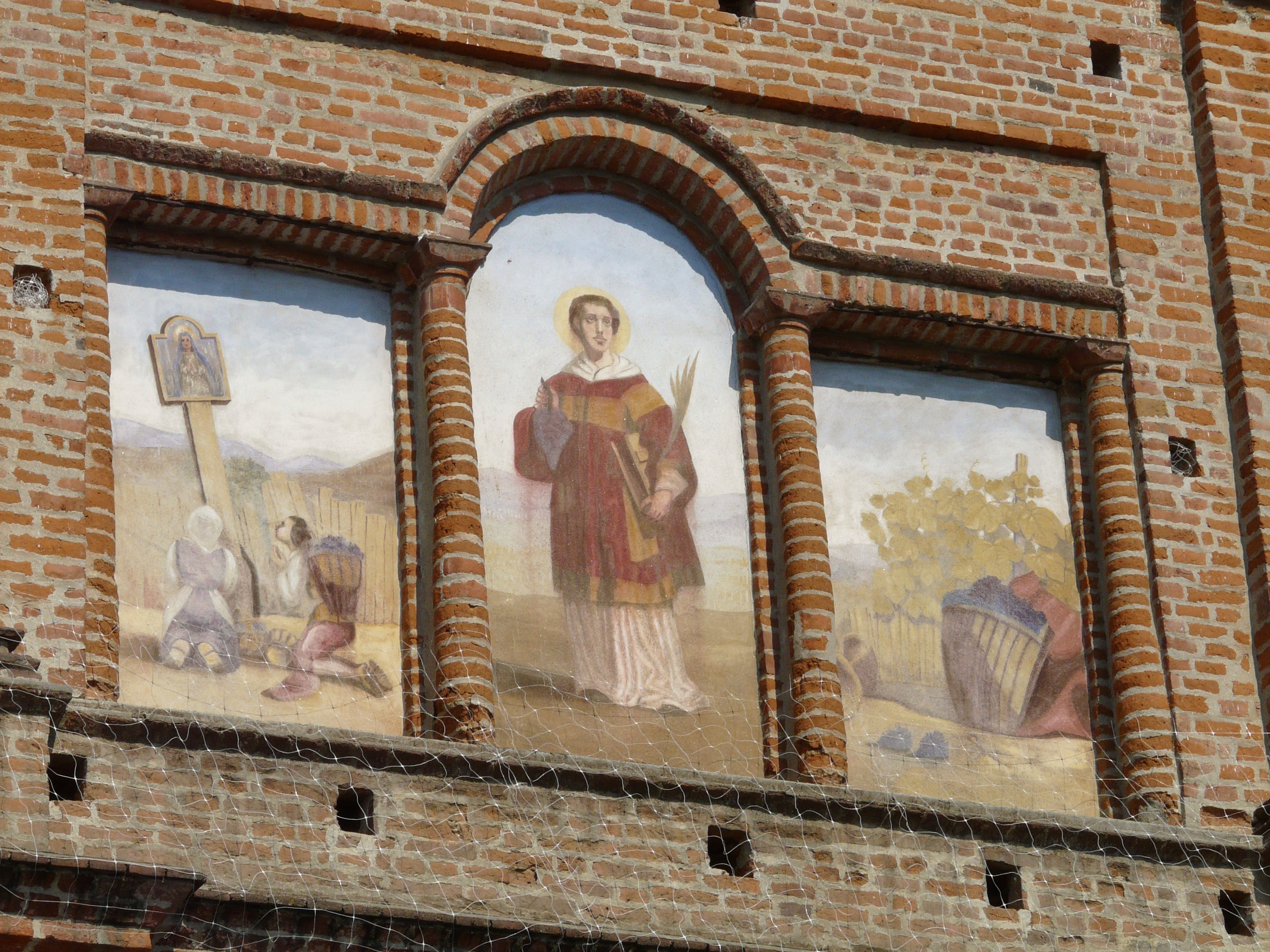
Particolare della facciata della chiesa di San Vincenzo

Costruita nel 1562 e consacrata nel 1620, presenta una facciata più alta in corrispondenza della navata centrale che termina con una croce in ferro. Le porte sono fiancheggiate da quattro coppie di colonne mentre quattro colonnine formano delle nicchie sulla parte superiore, in cui sono raffigurati il Santo Patrono e scene di vita quotidiana. La facciata rimase intonacata dall'Ottocento fino al 1947, anno in cui furono riportati i mattoni a vista. La navata centrale è alta 15 metri mentre quelle laterali 9 metri, i pilastri sono quadrati e hanno capitelli in stile dorico e corinzio. Lungo le navate laterali sono presenti molte cappelle, partendo da sinistra la prima è quella col fonte battesimale accanto alla quale si trova la statua di un angelo proveniente dalla tomba di famiglia della scrittrice Rosetta Loy. Proseguendo vi sono poi le cappelle dedicate alla Vergine Immacolata, a Maria Ausiliatrice e a Don Bosco sulla sinistra, mentre sulla navata di destra sono presenti le cappelle dedicate alla Madonna del Rosario di Pompei e quella del Sacro Cuore. Il presbiterio è decorato con due grandi affreschi che ritraggono il patrono davanti al giudice e in prigione, dietro l'altar maggiore opera del Pellegatta, vi è una nicchia in cui è collocata una statua di San Vincenzo in gesso. nel 1860 la chiesa parrocchiale subì un importante restauro a cui risalgono il pavimento a mosaico del presbiterio, la cantoria e la cassa d'organo, mentre lo strumento fu installato solo nel 1865.  La chiesa è attualmente usata per la celebrazione delle messe domenicali e dei riti principali del culto.

#### Chiesa di San Sebastiano

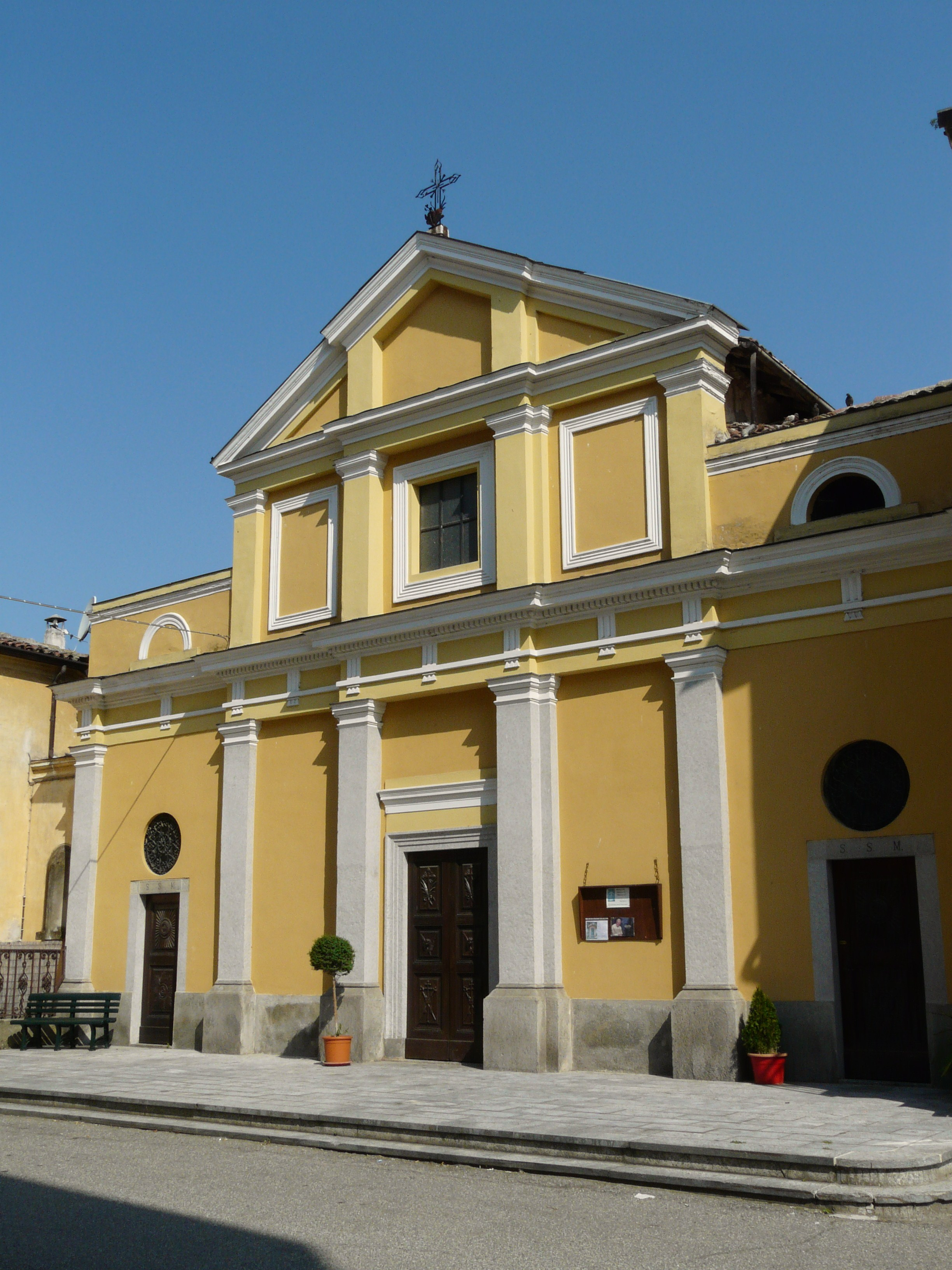
La facciata della chiesa di San Sebastiano

Costruita nel 1450, è stata la prima chiesa parrocchiale del paese ed è stata costruita in posizione sopraelevata rispetto alla piazza, in quanto si è tenuto conto della possibilità di esondazione dei rii Garavalde e Campostrina. La facciata è in stile Trecentesco, con tre porte a cui si accede salendo due gradini di pietra. San Sebastiano è di forma rettangolare ed è divisa in tre navate, di cui quella centrale è la più ampia. Era originariamente priva di un coro, questo fino al 1866 anno in cui fu ricavato una piccola abside semicircolare per fargli spazio. L'altare probabilmente settecentesco è opera del Pellegatta e dietro di esso vi sono quattro colonne che sostengono la volta del coro, su cui è raffigurato il martirio di San Sebastiano. Con l'arrivo dei Salesiani in paese la chiesa fu lasciata in gestione ai parroci del Piccolo Seminario lasciando un segno profondo nella popolazione. La chiesa, in cui celebrarono oltre a Don Bosco molti altri rettori salesiani, è oggi usata per le messe infrasettimanali.

## Società

### Evoluzione demografica
Negli ultimi cento anni, a partire dal 1921, c'è stato un dimezzamento della popolazione residente.
Abitanti censiti

## Cultura

### Biblioteca "Alfredo Rota"

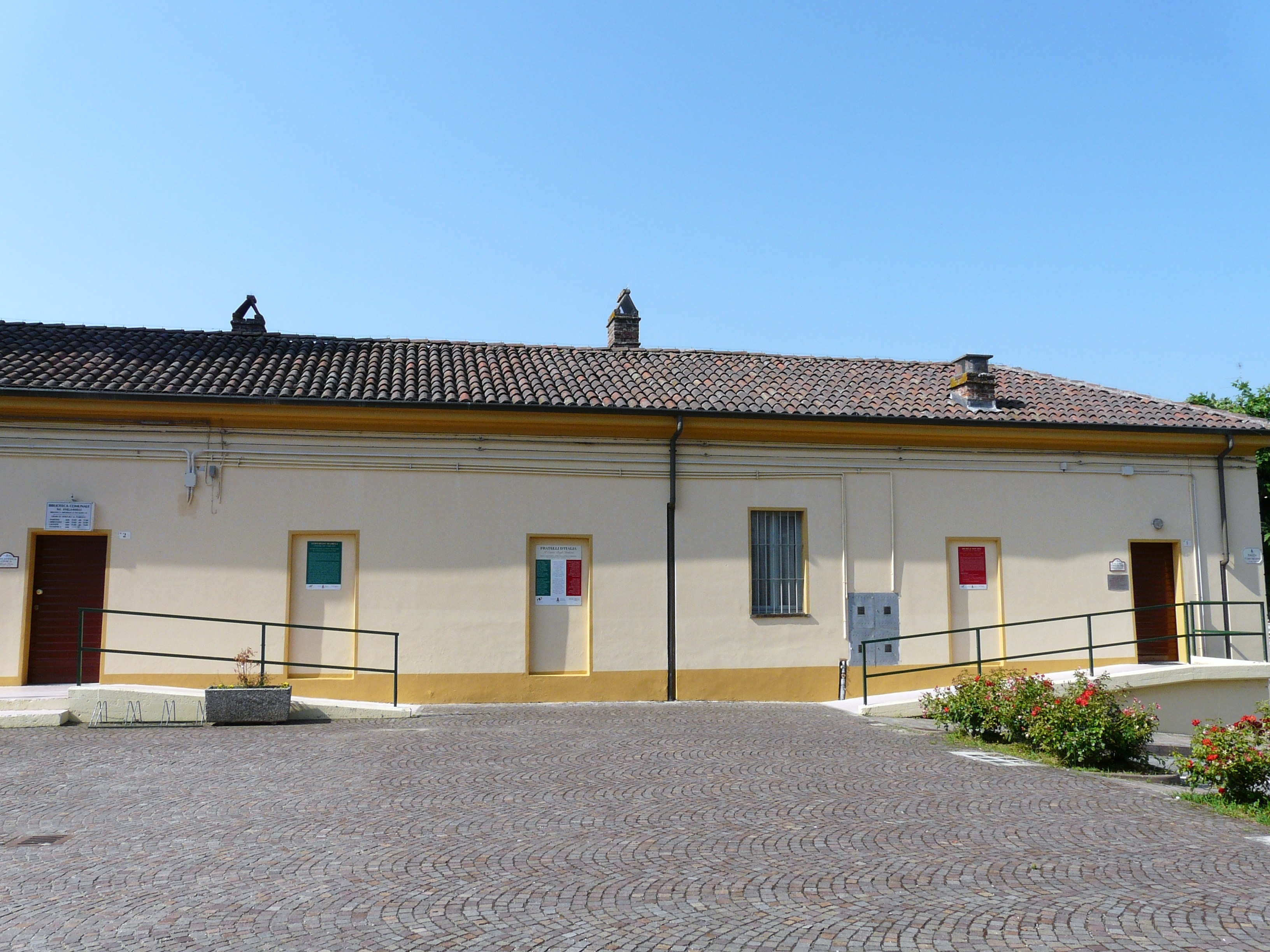
La biblioteca e la contigua "Sala Tricolore" viste da piazza Marconi.

La biblioteca "Alfredo Rota" è ubicata in piazza Marconi 17, a pochi passi dal comune, conta 5000 volumi e 500 prestiti annui.

### Istruzione
Nel paese è presente la scuola dell'infanzia in via Maria Ausiliatrice 7 e la scuola primaria "Tenente Vincenzo Acuto" in via Talice 2, appartenenti all'Istituto Comprensivo "Don Milani" di Ticineto.

### Gastronomia e tradizioni locali

#### Prodotti tipici
Tra i prodotti tradizionali di Mirabello a marchio De.Co troviamo:
- Tirà ad Mirabé: una semplice focaccia farcita con le uvette;
- Bagnet dal du Furnas: bagnetto verde delicato, ottimo da servire freddo col bollito piemontese;
- Bagna ‘d Crivela: è una versione più dolce della Bagna Cauda, i cui ingredienti sono olio, acciughe e cipolle. Ottima da gustare con crostini, polenta e verdure;
- Ragù di lumache chiocciole.[12]

### Eventi
Tra gli eventi più significativi che si ripetono ogni anno in paese ci sono:
- "Una giornata per Mirco Vogliotti": l'8 dicembre, giorno dell'Immacolata. La giornata inizia con la Messa al mattino nella chiesa parrocchiale, dopo il pranzo nei locali dell'oratorio e preparato dalla Pro Loco del paese, "Concerto per Mirco" con la consegna della borsa di studio "Mirco Vogliotti"
- Festa d'estate: il terzo e quarto fine settimana del mese di giugno al campo sportivo in via Mario Talice 31. Musica e buon cibo come agnolotti, grigliate, lumache e la trippa
- Folke'bello: il terzo fine settimana di maggio, festival dedicato allo street food e al genere folk, con musica, concerti e arte dal vivo[13][14].

## Amministrazione

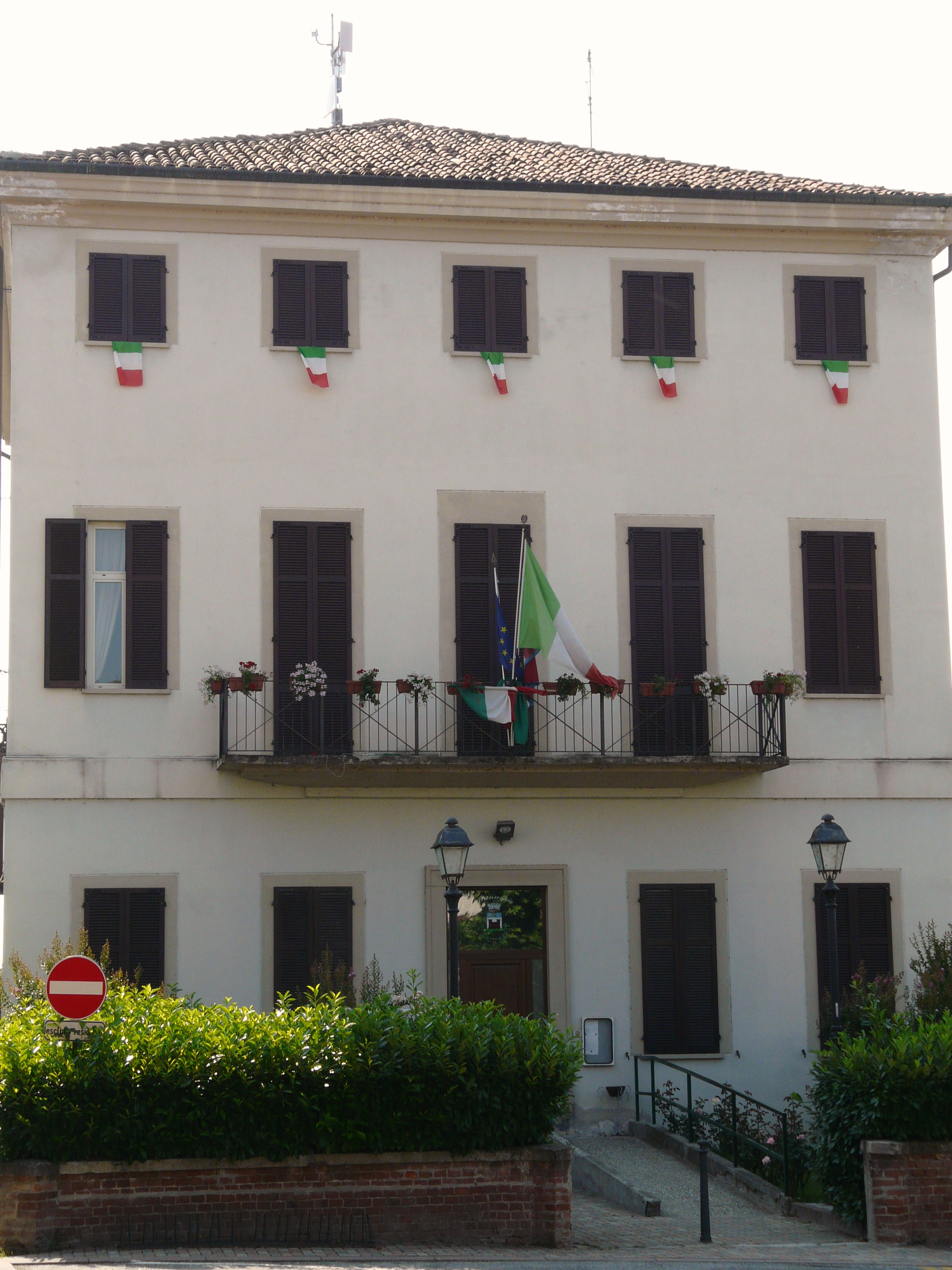
Il municipio di Mirabello Monferrato situato in Piazza Marconi 17

Di seguito è presentata una tabella relativa alle amministrazioni che si sono succedute in questo comune.
| Periodo        | Periodo        | Primo cittadino | Partito                                      | Carica  | Note   |
| -------------- | -------------- | --------------- | -------------------------------------------- | ------- | ------ |
| 27 giugno 1985 | 24 maggio 1990 | Marco Demartini | -                                            | Sindaco | [ 15 ] |
| 24 maggio 1990 | 24 aprile 1995 | Mauro Gioanola  | Partito Socialista Democratico Italiano      | Sindaco | [ 15 ] |
| 24 aprile 1995 | 14 giugno 1999 | Mauro Gioanola  | centro                                       | Sindaco | [ 15 ] |
| 14 giugno 1999 | 14 giugno 2004 | Mauro Gioanola  | lista civica                                 | Sindaco | [ 15 ] |
| 14 giugno 2004 | 8 giugno 2009  | Marco Demartini | lista civica                                 | Sindaco | [ 15 ] |
| 8 giugno 2009  | 27 maggio 2014 | Luca Gioanola   | lista civica Insieme a Luca Gioanola sindaco | Sindaco | [ 15 ] |
| 27 maggio 2014 | 26 maggio 2019 | Mauro Gioanola  | lista civica Bene comune                     | Sindaco | [ 15 ] |
| 26 maggio 2019 | 9 giugno 2024  | Marco Ricaldone | lista civica Futuro Comune                   | Sindaco | [ 15 ] |
| 9 giugno 2024  | "in carica"    | Ricaldone Marco | lista civica Futuro comune                   | Sindaco | [ 15 ] |

## Sport

### Bric e fos
Appuntamento sportivo che si rinnova ogni anno, una corsa podistica con tracciati di 12 km (competitiva valevole per il campionato provinciale AICS), 7 km e 2 km. Premi per i primi classificati in assoluto (12 km), per i primi tre classificati di ogni categoria e numerosi premi speciali come quello al gruppo più numeroso o al corridore più anziano. Domenica di metà aprile.